# Casey Weathers
Pour les articles homonymes, voir Weathers.
Casey Weathers (né le 10 juin 1985 à Elk Grove) est un joueur de baseball américain. Lors des Jeux olympiques d'été de 2008 à Pékin, il remporte la médaille de bronze.

## Palmarès
- Médaille de bronze aux Jeux olympiques de Pékin en 2008